# Begonia leathermaniae
Begonia leathermaniae es una especie de planta perenne perteneciente a la familia Begoniaceae. Es originaria de Sudamérica.

## Distribución
Es originaria de Bolivia donde se encuentra en los Andes en Bolivia en Cochabamba y Santa Cruz a una altitud de 1000 a 2500 metros.

## Taxonomía
Begonia leathermaniae fue descrita por O'Reilly & Kareg. y publicado en Begonian 50(11–12): 146, f. 1983.
Etimología
Begonia: nombre genérico, acuñado por Charles Plumier, un referente francés en botánica, honra a Michel Bégon, un gobernador de la excolonia francesa de Haití, y fue adoptado por Linneo.
leathermaniae: epíteto
Sinonimia
- Begonia platanifolia var. acuminatissima Kuntze	[2]